# 姆加河
59°48′44″N 30°54′7″E / 59.81222°N 30.90194°E
姆加河（俄语：Мга），是俄羅斯的河流，位於該國部西北部列寧格勒州，屬於涅瓦河的左支流，流經基洛夫斯克區，河道全長93公里，流域面積754平方公里。